# 445 (dériveur)
Le 445 (prononcer « quatre-quarante-cinq ») est une classe de bateau de type dériveur double (à deux équipiers) dessinée par l'architecte français Yves Loday.

## Historique et description
Le 445 a longtemps été construit par le chantier Gouteron à La Baule dont la gamme de produits portait le nom générique de Simoun, il remplaçait un dériveur classique en bois du même chantier construit en contreplaqué dont la coque avait des formes arrondies réalisées en ployant le contreplaqué sur une ossature (procédé différent du bois moulé).
Le Simoun 445, et son grand frère le 485, également en polyester avaient un double fond autovideur, ce qui était appréciable, notamment pour les départs de plage dans les rouleaux.
Ce double fond doit toutefois être contrôlé lors de l'achat d'un bateau d'occasion aujourd'hui, en raison de la présence de raidisseurs en bois, placés sous le double fond, qui ont tendance à pourrir lorsque l'eau stagne et sont quasiment irréparables, car inaccessibles.
Concurrent du 420, il est largement utilisé par les clubs et écoles de voiles.

## Constructeurs
- Gouteron
- Brémaud
- Boatique